# Michael Frotscher
Michael Frotscher (* 3. Juli 1947 in Dresden; † 27. Mai 2017 in Hamburg) war ein deutscher Neuroanatom und Neurowissenschaftler.

## Leben
Frotscher, Sohn eines Kantors, wurde 1974 in Medizin an der Humboldt-Universität Berlin (Charité) promoviert. Als Post-Doktorand war er 1974 an der Semmelweis-Universität in Budapest. Von 1974 bis 1979 arbeitete er als wissenschaftlicher Assistent am Institut für Anatomie der Humboldt-Universität. 1978 wurde er Facharzt für Anatomie. Nach seiner Flucht aus der DDR ging Frotscher im Jahre 1979 zum Max-Planck-Institut für Hirnforschung in Frankfurt am Main. Dort habilitierte er sich 1981 in Neuroanatomie. 1982 wurde er Assistenzprofessor (C2) an der Universität Heidelberg und 1983 Professor (C3) am Institut für Anatomie der Universität Frankfurt. Zwischen 1984 und 1986 forschte er auch an der Yale University.
Von 1989 bis 2011 amtierte er als Professor und Vorstand des Instituts für Anatomie der Albert-Ludwigs-Universität Freiburg. 2006 bekleidete er dort das Amt des Prodekans für Forschung. 2008 erhielt Frotscher eine Hertie-Senior-Forschungsprofessur in Neurowissenschaften.
Ab 2011 leitete Frotscher das Institut für Strukturelle Neurobiologie am Zentrum für Molekulare Neurobiologie Hamburg (ZMNH) des Universitätsklinikums Eppendorf. In diesem Jahr überstand er eine schwere EHEC-Infektion. Im Jahre 2015 wurde er auch Direktor des Zentrums.
Frotscher hinterließ seine Frau und zwei Kinder.

## Wirken
Frotscher untersuchte die Feinstruktur von Synapsen im Gehirn mit der Technik des Kryoelektronenmikroskopie, die neuronale Verschaltung des Hippocampus, das Überleben von Nervenzellen nach Läsionen und die Rolle von Reelin, einem Protein der extrazellulären Matrix, bei der Ausrichtung und Wanderung von Nervenzellen zum Beispiel in deren Schichtenanordnung in der Gehirnrinde.
1993 wurde er Präsident der damals neu gegründeten Neurowissenschaftlichen Gesellschaft und 1999 Präsident der Anatomischen Gesellschaft. Er war Senator der Sektion Neurowissenschaften der Nationalen Akademie der Wissenschaften und Mitglied des DFG-Senates für die Sonderforschungsbereiche.

## Auszeichnungen (Auswahl)
- 1992: Wolfgang-Bargmann-Preis der Anatomischen Gesellschaft
- 1993: Gottfried-Wilhelm-Leibniz-Preis
- 1995: Mitglied der Leopoldina[9]
- 1998: Preis der Feldberg Foundation
- 2000: Max-Planck-Forschungspreis für internationale Kooperation
- 2001: Landesforschungspreis Baden-Württemberg
- 2002: Ernst-Jung-Preis
- 2007: Hertie-Seniorforschungsprofessur
- 2009: Ehrendoktorat der Goethe-Universität Frankfurt am Main
- 2011: Fellow der American Association for the Advancement of Science
- 2013: Jacob-Henle-Medaille

## Schriften (Auswahl)
- mit Werner Kahle: Taschenatlas Anatomie. Band 3: Nervensystem und Sinnesorgane. Thieme, 11. Auflage 2013, ISBN 978-3-13-492211-0.
- mit Mathias Bähr: Neurologisch-topische Diagnostik: Anatomie, Funktion, Klinik. Thieme, 10. Auflage 2014, ISBN 978-3-13-535810-9.